# Арендаренко, Георгий Алексеевич
Георгий Алексеевич Арендаренко (4 февраля 1846 — ?) — российский военачальник, генерал-майор, военный губернатор Ферганской области, востоковед и этнограф.

## Краткий биографический очерк
Георгий Алексеевич Арендаренко ведёт своё происхождение из дворян Черниговской губернии. Потомок Тимофея Михайловича Орендаренко.
Своё военное образование он приобрёл в 1-м Павловском военном училище, которое было им закончено в 1865 году.
С 1869 года он исполнял обязанности Джизакского уездного судьи, после чего в 1870 году поступил в распоряжение Туркестанского генерал-губернатора. В этом же году ему было просвоено воинское звание поручика. После нескольких повышений в должности в 1874 году он стал управляющим нагорными тюменями Зеравшанского округа. В 1877 году получил звание капитана. В январе 1880 года по распоряжению Туркестанского генерал-губернатора К. П. фон Кауфмана командировался в Бухару в качестве доверенного лица для сбора сведений о положении дел в Афганистане и для надзора за внешними связями бухарского эмира.
В 1881 году получил звание майора, в 1884 году — подполковника. В 1887 году стал самаркандским уездным начальником. В 1889 году уволился в запас, однако в 1890 году снова поступил на службу исполняя обязанности начальника Мервского уезда. В 1892 году ему было присвоено звание полковника, в 1901 году он стал военным губернатором Ферганской области. В 1904 году уволился со службы «по домашним обстоятельствам».

## Научная деятельность
По долгу службы Георгий Алексеевич Арендаренко совершал много экспедиций по Туркестанскому краю, путешествовал в Бухарское ханство, Каратегин и Дарваз. В ходе этих поездок он собрал большое количество новой научной информации о жизни и традициях местных народностей (узбеков, туркмен, казахов, каракалпаков, таджиков) и выучил их языки. Он много публиковался в различных местных, туркестанских и центральных изданиях. Результатом его экспедиции в Бухару стала публикация журналов командировок, которые были признаны ценным источником сведений по политической истории Афганистана и Бухары 1880-х годов. В 1889 году увидела свет его обзорная монография «Досуги в Туркестане», содержащая огромный объём этнографических и военно-статистических данных. Помимо этого, он собрал большую коллекцию этнографических экспонатов. В 1900 году он стал членом Ташкентского отделения Императорского общества востоковедения, а его коллекция среднеазиатских ковров была представлена на международной выставке в Париже. Часть его материалов так и не была издана и до сих пор хранится в архивах.